# عبد العباس إياد
عبد العباس إياد (ولد 18 مارس 2000)، هو لاعب كرة قدم عراقي يلعب حاليًا لصالح نادي نفط الوسط بعد أن كان يلعب في صفوف نادي الميناء كلاعب وسط في الدوري العراقي الممتاز.